# Инцидент в Колорадо с воздушным шаром
Инцидент в Колорадо с воздушным шаром произошёл 15 октября 2009 года в американском городе Форт-Коллинс, штат Колорадо, когда Ричард и Маюми Хин выпустили шарльер, наполненный гелием, в атмосферу, а потом утверждали, что на шаре находится их шестилетний сын Фэлкон. В это время СМИ распространили информацию, что мальчик, очевидно, совершил путешествие, достигнув высоты полёта 7000 футов (2100 м), на созданном в домашних условиях цветном воздушном шаре, напоминающем по форме серебряную летающую тарелку типа НЛО. Это событие привлекло внимание многих мировых СМИ. Фэлкон был прозван «мальчиком на воздушном шаре» («Balloon Boy») некоторыми СМИ.
После более чем часового полёта, протяжённость которого составила более 50 миль (80 км) в трёх округах, воздушный шар приземлился примерно в 12 милях (19 км) к северо-востоку от международного аэропорта Денвера. Власти закрыли аэропорт Денвера и послали несколько вертолётов Национальной гвардии и местную полицию в погоню. После приземления воздушного шара мальчик не был найден внутри него, и власти начали поиски на всей окрестной территории, вызванные опасениями, что он упал с воздушного шара, так как появились слухи, что некий объект отделился от воздушного шара, когда тот летел, и упал на землю. Позже было сообщено, что в тот день мальчик прятался на чердаке своего дома всё это время.
Вскоре возникли подозрения, что весь этот инцидент — обман и рекламный трюк, спровоцированный родителями мальчика, Ричардом и Маюми Хин, особенно после интервью четы Хинов с Вольфом Блитцером на шоу Ларри Кинга в тот вечер. В ответ на вопрос о том, почему он прятался, Фэлкон сказал отцу: «Ну, вы мне сказали, что мы это делали для виду» (англ. You guys said that, um, we did this for the show). 18 октября шериф округа Лаример Джим Алдерден объявил о том, что пришёл к выводу, что инцидент был обманом и что родители, скорее всего, столкнутся с рядом обвинений в совершении уголовного преступления. Ричард Хин был признан виновным 13 ноября 2009 года по обвинению в попытке повлиять на государственных служащих. 23 декабря 2009 года Ричард Хин был приговорён к 90 дням тюремного заключения, а Маюми Хин — к 20 дням тюрьмы по выходным. Ричард был также обязан выплатить 36 000 долларов в качестве штрафа.

## Предыстория
Ричард Хин и Маюми Иидзука впервые встретились в актёрской школе в Голливуде, штат Калифорния, и поженились 12 октября 1997 года в округе Кларк, штат Невада. Ричард Хин пытался сделать карьеру как актёр и эстрадный комик без особого успеха, и на некоторое время он и его жена занялись домашним бизнесом по производству демо-роликов для артистов. Хин позиционировал себя как «мастер на все руки» и учёный-любитель, которого коллеги назвали «бесстыдным самопиарщиком, который будет делать почти что угодно для продвижения своих интересов». Хин являлся так называемым Storm Chaser’ом — «преследователем штормов», начав заниматься этим в 1970-х годах после того, как шторм сорвал крышу здания, где он работал. «Охота за штормами» Хина заключалась, по его собственным словам, в езде на мотоцикле внутри торнадо и полёте на самолёте по периметру урагана Вильма в 2005 году. Он регулярно вовлекал своих детей в предпринимаемые авантюры, беря с собой на «охоту за НЛО» и «преследование штормов». У Хина три сына: Фэлкон (тот, с кем и случилась история с шаром), Брэдфорд и Рио.
Семья была дважды показана на телеэкране в реалити-шоу «Жена на замену», причём во второй раз — как результат голосования фанатов для сотого эпизода сериала. Во время своего пребывания на шоу Хин выразил уверенность в том, что человечество — это потомки пришельцев, и говорил о запуске самодельных летающих тарелок внутрь штормов. Хин долго и безуспешно искал интерес средств массовой информации к своей деятельности, планируя реалити-шоу под названием «Научные Детективы», который он представлял в качестве документального сериала по «исследованию тайн науки». За несколько месяцев до инцидента с воздушным шаром 15 октября 2009 года Хин предложил идею реалити-шоу телеканалу TLC, но канал отверг его предложение. После инцидента с шаром авторы «Жены на замену» сказали, что шоу с участием Хинов было в разработке, но сделка теперь расторгнута. Продюсер отказался сообщить подробности. Телеканал Lifetime запланировал поставить в эфир один из эпизодов «Жены на замену» с участием Хинов 29 октября 2009 года, но руководство канала исключило эпизод из-за инцидента с воздушным шаром.

## Воздушный шар
Ричард Хин утверждал, что имеющий форму диска воздушный шар был ранним прототипом в эксперименте по созданию альтернативного вида транспорта, в котором «люди смогут выйти из своего гаража и парить над движением» примерно в 50 или 100 футах (15 или 30 метров). Он также заявил, что как только «таймер высокого напряжения» будет включён, воздушный шар «будет излучать один миллион вольт через каждые пять минут в течение одной минуты» для того, чтобы «двигаться влево и вправо — горизонтально».
Воздушный шар измерялся 20 футами (6,1 м) в диаметре и 5 футами (1,5 м) в высоту и был построен из склеенных кусков непромокаемого брезента, покрытых алюминиевой фольгой и скреплённых между собой шпагатом и клейкой лентой. Основание воздушного шара, куда якобы залез Фэлкон, представляло собой ящик для мусора, сделанный из очень тонкого куска фанеры и картона сбоку. Оно было скреплено с остальной частью также шпагатом и клейкой лентой.
Полностью надувшись, воздушный шар такого размера будет содержать чуть более 1000 кубических футов (28 м3) гелия. Подъёмная сила гелия над уровнем моря при температуре 0°С составляет 1,113 кг / м3 (0,07 фунта / фут3) и уменьшается на больших высотах и при более высоких температурах. Объём гелия в шаре был оценён как имеющий возможность поднять общий вес, в том числе включая материал воздушного шара и структуры под ним, не более 65 фунтов (29 кг) над уровнем моря и 48 фунтов (22 кг) на высоте 8000 футов (2400 м).
Город Форт-Коллинс находится на высоте около 5000 футов (1500 м), и воздушный шар, по оценкам, достиг высоты 7000 футов (2100 м).

## Инцидент

Расположение Форт-Коллинс в округе Лэример, Колорадо

Семья Хинов сообщила, что впервые заметила отсутствие Фэлкона сразу после взлёта шара: якобы брат Фэлкона сказал им, что видел, как семилетний мальчик поднялся в корзину воздушного шара ранее. Домашнее видео, показанное на следующий день, демонстрирует запуск воздушного шара. Ричард проверяет корзину, затем его семья начинает отсчёт в унисон: «Три, два, один» перед запуском шара. Видимо, считая, что шар крепко привязан в нескольких футах от земли, семья начинает кричать в истерике, когда он улетает в небо. Ричард Хин, которого можно увидеть пинающим ногами деревянное основание, которое поддерживало воздушный шар, кричал множество непристойных слов, в том числе «Вы не закрепили эти чёртовы верёвки!». Фэлкона нигде не видно, и никто не упоминает о возможности нахождения Фэлкона в улетевшем воздушном шаре.
По предварительным данным от шерифа, семья сначала позвонила в Федеральное управление гражданской авиации, хотя впоследствии офис шерифа заявил, что «у них нет подтверждения того, что Ричард Хин на самом деле звонил в FAA». Затем они позвонили в Денверское отделение NBC и на KUSA-ТV: как сообщается, они просили, чтобы канал отправил новостные вертолёты для отслеживания полёта воздушного шара, а затем позвонили в службу спасения. Во время разговора с 911 в 11:29 утра по местному времени Ричард Хин сказал: «Я не знаю, возможно, вы, ребята, сможете обнаружить электроэнергию, что он излучает … она излучает миллионы вольт от внешней оболочки».
Воздушный шар, отслеживаемый вертолётами, отнесло на 60 миль (97 км), его путь прошёл через округа Адамс и Уэлд. Самолёты были перенаправлены вокруг траектории полёта воздушного шара, и Международный аэропорт Денвера был на короткое время закрыт. Воздушный шар, наконец, приземлился через два часа примерно в 13:35 по местному времени возле Кинсбурга, в 12 милях (19 км) к северо-востоку от международного аэропорта Денвера.
Когда мальчик не был найден внутри шара, официальные лица выразили обеспокоенность тем, что он, возможно, выпал во время полёта. Хотя сообщалось, что в шаре не замечено каких-либо нарушений, Марджи Мартинес из офиса шерифа округа Уэлд заявил, что дверца в воздушном шаре была незаперта. Заместитель шерифа сообщил, что видел, как что-то падает с воздушного шара близ Плэтвилля, Колорадо, и фотографии воздушного шара в полёте с маленькой чёрной точкой ниже позволили предположить, что мальчик, возможно, выпал или что что-то отделилось от воздушного шара. Поисково-спасательные группы в Колорадо искали мальчика.
Примерно в 16:14 CNN и другие новостные каналы сообщили, что мальчик был найден скрывающимся в картонной коробке в стропилах над гаражом, но шериф округа Джим Алдернен позже сказал: «Он вполне мог быть в двух кварталах от дома, качаясь на качелях в городском парке».
The New York Post оценила, что общая стоимость спасательной операции составит около 2 миллионов долларов, хотя это ещё предстоит проверить; стоимость полётов только одних вертолётов в течение спасательной операции составит около 14500 долларов. Национальная гвардия Колорадо оказывала содействие с применением вертолётов UH-60 Black Hawk и OH-58 Kiowa в поисках мальчика.

## Обвинение в мистификации и уголовное преследование
После инцидента несколько информационных агентств стали выяснять, было ли это мистификацией. Как отметило издание Editor & Publisher: «В первую очередь нужно поднять вопрос о том, мог ли такой воздушный шар вообще взлететь с 50-фунтовым ребёнком внутри, а затем перемещаться по воздуху так, как это делал во время полёта». Первоначально полиция заявила, что, кажется, в этом нет ничего невозможного, но когда Фэлкон и его семья давали интервью Вольфу Блитцеру на CNN в шоу Ларри Кинга в прямом эфире, Фэлкона спросили: «Почему ты не вышел из гаража?» После того как его родители повторили вопрос, он ответил, что «Ну, вы мне сказали, что мы это делали для виду». На следующий день, во время интервью на ABC в телепередаче «С добрым утром, Америка!» и на NBC в телепередаче «Сегодня», мальчик молчал, когда его попросили дать свой комментарий, и снова молчал, когда его отцу был задан тот же вопрос, что вызвало ещё больше подозрений.
Ответы Фэлкона побудили сотрудников офиса шерифа проводить дальнейшие исследования в отношении того, был ли инцидент частью рекламного трюка. 16 октября Алдернен сказал: «Предположение о том, что мальчика … подучили спрятаться, кажется непостижимым». Алдернен указал 17 октября, что в настоящее время подготавливаются ордеры на обыск и что, вероятно, будут предъявлены обвинения в связи с этим инцидентом. Обвинения ещё не были обнародованы на тот момент. Шериф подтвердил, что отправка ложного сообщения в органы власти приведёт к обвинению в проступке «класса 3», и высказал мнение, что это обвинение «вряд ли представляется достаточно серьёзным, учитывая обстоятельства».
Исследователь по имени Роберт Томас продал эту историю сайту Gawker.com, утверждая, что он помогал планировать рекламный трюк с участием метеозонда, и следователи выразили желание взять у него интервью. По словам Томаса, Хин был поклонником Дэвида Айка, который, будучи мотивирован опасениями, вытекающими из массовой истерии, связанной с возможным концом света в 2012 году, собирал деньги, чтобы построить бункер и выжить там во время предполагаемого катаклизма 2012 года. В 2008 году Хин принял участие в шести роликах на YouTube под названием «2012 — лучшее доказательство — от Psyience Detectives».
Помощники шерифа округа Лаример провели консультации с профессором физики Университета штата Колорадо, который изначально определил — исходя из размеров, данные о которых предоставил Ричард Хин, — что воздушный шар, вероятно, мог бы подняться в воздух с мальчиком веса Фэлкона (37 фунтов / 17 кг). Однако когда позже власти измерили воздушный шар, они заключили, что он не был достаточно большим, чтобы поднять ребёнка. После изучения шара власти узнали, он весил 18 фунтов (8,2 кг) — больше, чем сказал Хин. Алдернен сказал, что «корзина» воздушного шара могла выдержать 37 фунтов, не разрушившись, но, чтобы подняться в воздух с теми же 37 фунтами, она должна была быть прикреплена к более мощному воздушному шару.
После просмотра домашнего видео о запуске шара-зонда Алдернен сказал, что он увидел, что воздушный шар, который якобы должен был иметь ребёнка внутри него, поднимается слишком быстро.
Во время пресс-конференции 18 октября Алдернен назвал инцидент обманом, заявив: «Мы считаем, что на данный момент у нас есть доказательства того, что это был рекламный трюк в надежде лучше продвинуть себя для реалити-шоу». Он также заявил, что обвинения по этому случаю до сих пор не выдвинуты, но что родители могут быть обвинены в правонарушении и уголовном преступлении, включая заговор с целью совершения преступления, способствование преступности несовершеннолетних, подачу ложного сообщения властям и попытку влиять на государственных служащих. Алдернен заявил, что его комментарии 16 октября были частью «плана игры», чтобы сохранить доверие Хинов.
Адвокат Ричарда Хина, Дэвид Лэйн, объявил 19 октября, что Ричард и Маюми Хин сдадутся полиции, как только обвинение будет предъявлено. Лейн сказал, что это «оскорбительно», если Хины будут в наручниках там, где их дети и средства массовой информации смогут их наблюдать. Лейн сказал также, что Хины не признают себя виновными.
Инцидент с воздушным шаром также расследовался Федеральным управлением гражданской авиации США (FAA). Правила FAA запрещают летать воздушным шарам и воздушным змеям в пределах 5 миль (8 км) от аэропорта.
Согласно показаниям под присягой, которых правоохранительные органы потребовали вместе с предъявлением права на обыск, Маюми позже призналась, что она «всегда знала, что Фэлкон скрывался в гараже». Под присягой она указала, что пара планировала розыгрыш в течение около двух недель перед запуском шара 15 октября и «поручила своим трём детям лгать властям, а также средствам массовой информации относительно этой мистификации» с целью создания для семьи образа «более востребованного для будущих интересов средств массовой информации».

## Признание вины
Адвокат Ричарда Хина объявил 12 ноября 2009 года, что оба родителя признали себя виновными по обвинениям, выдвинутым против них прокурором. Заявление адвоката содержало информацию о том, что угроза депортации его жены, Маюми Хин, которая является гражданкой Японии, явилась одним из факторов признания вины Ричардом. 13 ноября Ричард Хин признал себя виновным в уголовном преступлении по обвинению в попытке повлиять на государственных служащих. Маюми Хин не появилась с ним, но по-прежнему обвинялась в правонарушении за ложное сообщение в органы власти. Однако 7 января 2010 года Ричард Хин сказал властям, что он признал себя виновным только ради предотвращения возможной депортации его жены.
23 декабря 2009 года суд приговорил Ричарда Хина к 90 дням в тюрьме и 100 часам общественных работ. Он также должен был написать официальные извинения учреждениям, которые искали Фэлкона. Маюми Хин была приговорена к 20 дням тюремного заключения, которые выражались в общественных работах под наблюдением тюрьмы в течение двух дней в неделю. Маюми также было позволено начать отбывание своего срока после того, как срок мужа закончится, — в целях обеспечения гарантии того, что о её детях будет кому заботиться. Хинам было также запрещено получение какой-либо прибыли от обманов в течение нескольких лет. Ричарду Хину также было предписано заплатить 36000 долларов в качестве штрафа.

## Внимание сети Интернет и СМИ к инциденту
В течение нескольких часов инцидент получил очень широкое освещение в средствах массовой информации во многих частях мира; с местных вертолётов велось телевизионное вещание видео в режиме реального времени о ходе спасательной операции. Этот инцидент также породил Интернет-мем «мальчик на воздушном шаре», который, как показали события, часто использовался в блогах и социальных сетях в режиме реального времени, порождая всевозможные спекуляции, изображения, шутки и пародии, причём эта история началась тогда, когда вопрос о безопасности мальчика ещё был неопределённым. «Мальчик на воздушном шаре» стал запросом № 1 в поисковой системе Google через несколько часов после события, и 34 из 40 главных запросов в Google были связаны с Фэлконом Хином и инцидентом.
В июле 2011 года Ричард Хин выставил на аукцион воздушный шар, продав его Майку Фрутману из Авроры, штат Колорадо, бизнесмену, за 2502 доллара. Хин сказал, что выручка пойдёт в помощь жертвам Сендайского землетрясения и цунами марта 2011 года.

## Критика в СМИ
Издание Editor & Publisher отметило, что «только после того, как шар упал и у телеведущих вызвала стресс информация о том, что мальчик был внутри, было предположено, что история является недостоверной и может с высокой вероятностью оказаться мистификацией».
Эксперты и комментаторы также подвергли критике процесс проверки достоверности информации СМИ, поставили под сомнение разделение между журналистикой и реалити-шоу и выразили обеспокоенность по поводу эксплуатации детей для новостей. Роберт Томпсон из Центра Блейера по вопросам телевидения и популярной культуры в Сиракузском университете сказал, что инцидент «был тревожным звонком для СМИ, но это тот тревожный сигнал, который все мы проспим». Томпсон обвинил технологии, а не средства массовой информации в этой проблеме: «Этим движут два технологических явления: одно — фургоны спутникового телевидения и возможность вещать из любого места, и второе — неограниченное количество платформ, где можно разместить этот материал».